# Intel Architecture
La société Intel, à l'origine du processeur du premier PC a défini très tôt l'architecture logicielle nécessaire à l'exécution de programmes tiers sur ses processeurs.
Avec l'explosion du marché des PC, cette architecture s'est imposée comme un standard de fait. Aujourd'hui tous les ordinateurs personnels sont basés sur cette architecture, voir sur une extension fine de celle-ci (par exemple avec la famille des microprocesseurs AMD).
Intel continue de proposer au téléchargement gratuit, depuis son site, la documentation de base nécessaire à la compréhension du langage assembleur commun à l'ensemble de ses processeurs, dit x86. Cette architecture est dénommée IA.